# Aquin (ort)
Aquin är en ort i Haiti.   Den ligger i departementet Sud, i den sydvästra delen av landet, 120 km väster om huvudstaden Port-au-Prince. Aquin ligger 25 meter över havet och antalet invånare är 5 246.
Terrängen runt Aquin är varierad. Havet är nära Aquin söderut. Runt Aquin är det ganska tätbefolkat, med 160 invånare per kvadratkilometer. Närmaste större samhälle är Arnaud, 18,6 km norr om Aquin. Omgivningarna runt Aquin är en mosaik av jordbruksmark och naturlig växtlighet.